# Tha Streetz Iz a Mutha
Albums de Kurupt
Kuruption!
(1998) Space Boogie: Smoke Oddessey
(2001)
Singles
1. Girls All Pause
Sortie : 1999
2. Who Ride Wit Us
Sortie : 2000

Tha Streetz Iz a Mutha est le deuxième album studio de Kurupt, sorti le 16 novembre 1999.
L'album s'est classé 5e au Top R&B/Hip-Hop Albums et 31e au Billboard 200.

## Liste des titres
| No  | Titre | Contient un (des) sample(s) de | Durée |
| --- | --- | --- | ----- |
| 1.  | I Call Shots (featuring Roscoe – Produit par Organized Noize)                                                                       | | 4:23  |
| 2.  | Loose Cannons (featuring Daz Dillinger et Xzibit – Produit par Daz Dillinger et Blaqthoven)                                         | Eazy-er Said Than Dunn d'Eazy-E | 2:23  |
| 3.  | Who Ride Wit Us (featuring Daz Dillinger – Produit par Fredwreck)                                                                   | | 4:21  |
| 4.  | Represent Dat G.C. (featuring Daz Dillinger, Snoop Dogg, Soopafly, Tray Deee, Jayo Felony et Butch Cassidy – Produit par Fredwreck) | Kool Whip de The Fatback Band | 5:06  |
| 5.  | Welcome Home (featuring LaToiya Williams – Produit par Soopafly)                                                                    | | 4:13  |
| 6.  | Tequila (featuring Nivea, T-Moe et Daz Dillinger – Produit par Organized Noize)                                                     | | 3:45  |
| 7.  | Trylogy (Produit par Bink!) | Violin Concerto Movement III de Johannes Brahms | 2:15  |
| 8.  | Neva Gonna Give It Up (featuring Snoop Dogg, Nate Dogg, Tray Deee, Soopafly et Warren G – Produit par Meech Wells)                  | | 4:45  |
| 9.  | Tha Streetz Iz a Mutha (featuring Daz Dillinger – Produit par Daz Dillinger)                                                        | Ike's Mood I d'Isaac Hayes | 4:08  |
| 10. | Ya Can't Trust Nobody (featuring Daz Dillinger – Produit par Daz Dillinger)                                                         | | 2:52  |
| 11. | It Ain't About You (featuring Soopafly, Tray Deee et LaToiya Williams – Produit par Soopafly)                                       | Happy de Surface | 4:47  |
| 12. | Girls All Pause (featuring Nate Dogg et Roscoe – Produit par Bink!)                                                                 | Gangster Boogie des Chicago Gangsters The Men All Pause de Klymaxx | 3:28  |
| 13. | Your Gyrl Friend (featuring Daz Dillinger – Produit par Daz Dillinger)                                                              | | 4:07  |
| 14. | Ho's a Housewife (featuring Dr. Dre et Hittman – Produit par Dr. Dre)                                                               | | 4:44  |
| 15. | I Ain't Shit Without My Homeboyz (featuring Daz Dillinger, Soopafly, Baby S et Crooked I – Produit par Soopafly et Daz Dillinger)   | | 4:37  |
| 16. | Step Up (featuring Crooked I et Xzibit – Produit par Daz Dillinger)                                                                 | Top Billin' d'Audio Two | 4:53  |
| 17. | Live on the Mic (featuring KRS-One – Produit par Soopafly)                                                                          | | 5:28  |
| 18. | Callin' Out Names (Produit par Fredwreck)                                                                                           | Deep Cover de Dr. Dre et Snoop Dogg 3 Card Molly de Xzibit featuring Ras Kass et Saafir The Funeral (Intro) d'Ice Cube For All My Niggaz & Bitches de Snoop Dogg featuring Tha Dogg Pound, The Lady of Rage et Lil' ½ Dead | 3:56  |